# Brusný papír

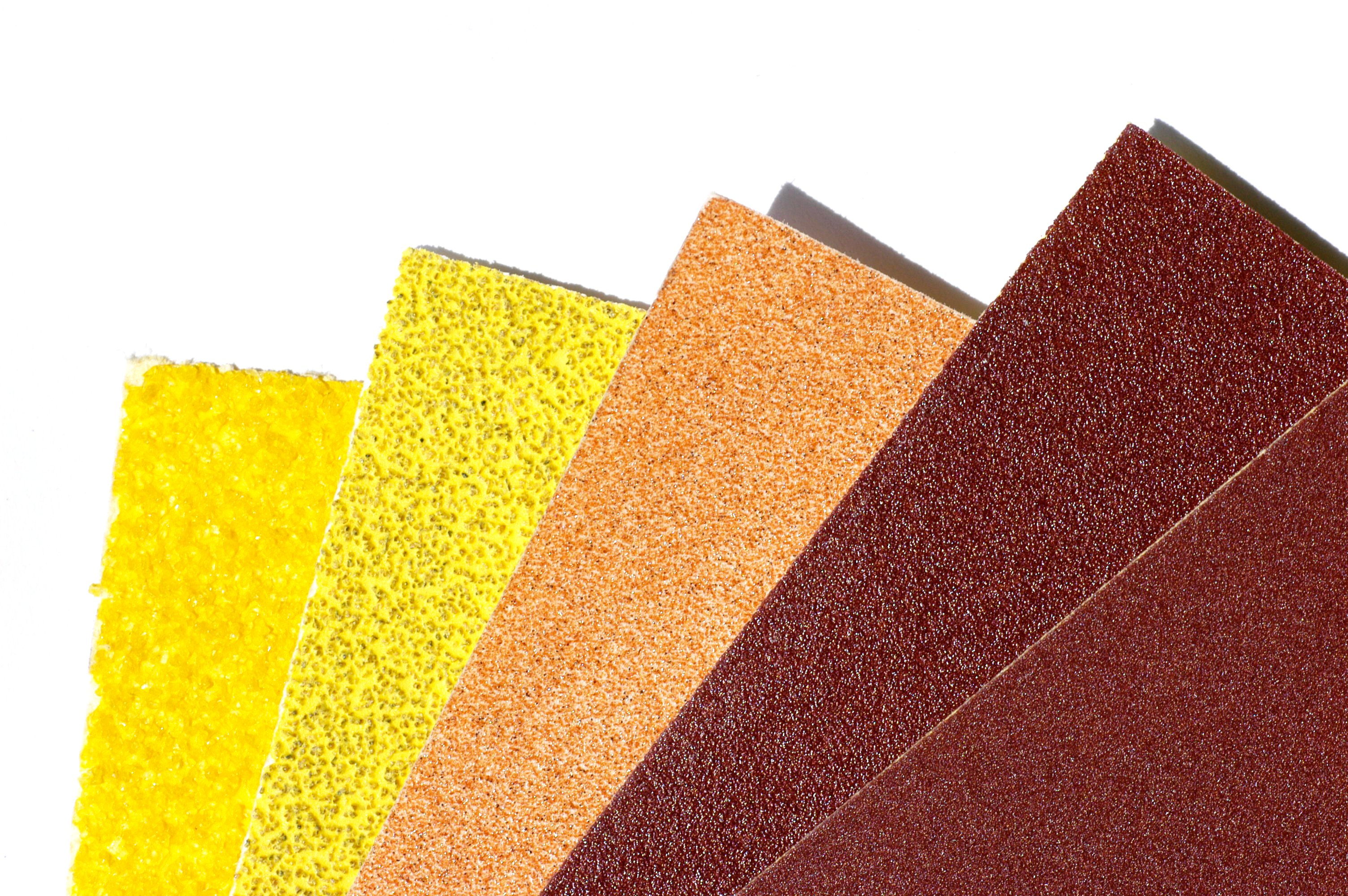
Smirkové papíry s různými zrny (40, 80, 150, 240, 600).

Brusný papír je papír nebo podobný materiál opatřený na jedné straně abrazivní vrstvou určený k ručnímu nebo strojnímu broušení různých povrchů. Hovorově šmirgl nebo smirek.

## Druhy a dělení

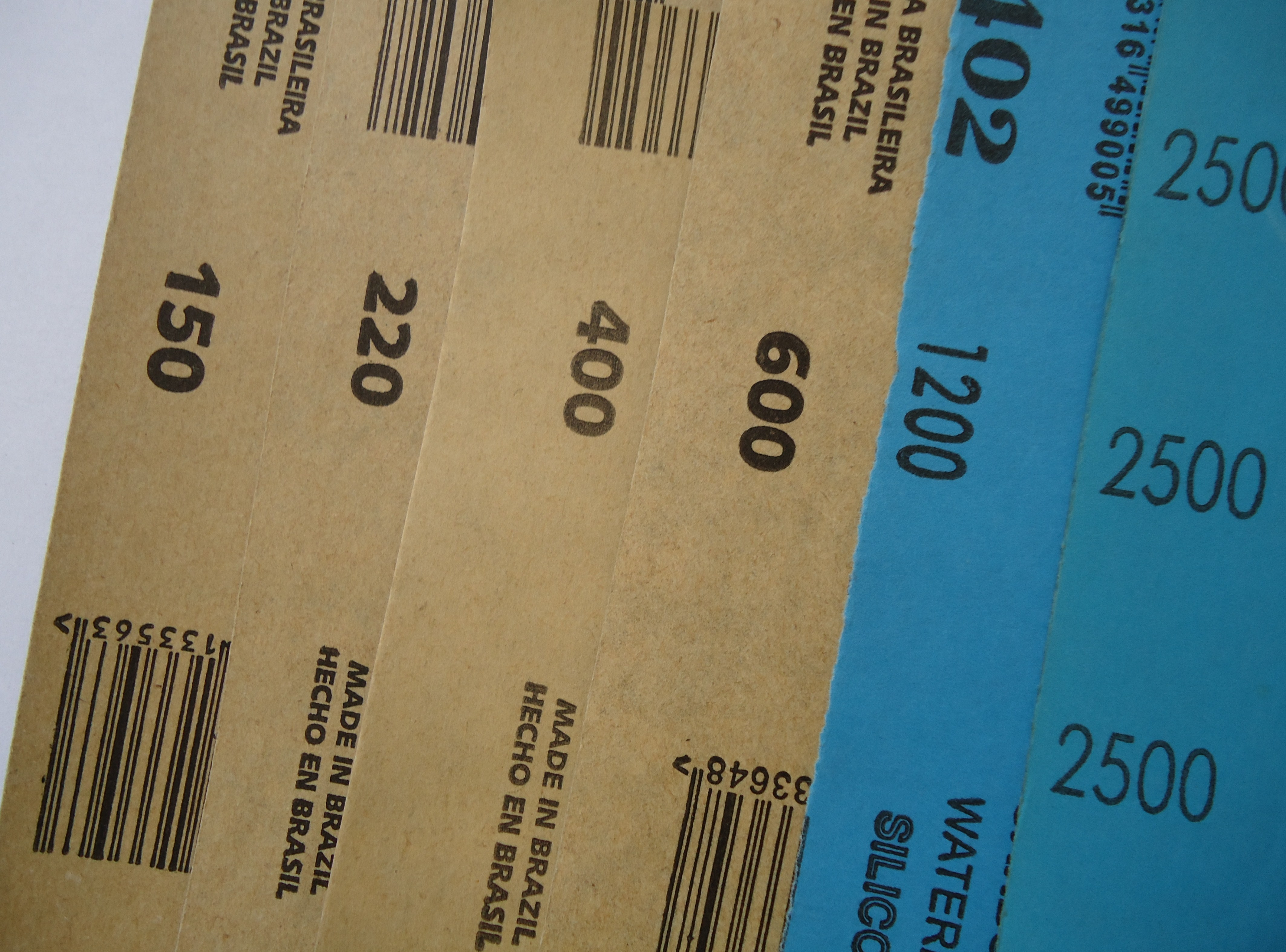
Označení hrubosti

Hrubost je základní vlastnost brusného papíru, která určuje množství brusných zrn na čtvereční centimetr; proto čím je číslo vyšší, tím je papír jemnější. Hrubost je natištěna na rubové části papíru a nejčastěji se pohybuje mezi 40 až několika sty zrn/cm2, případně několik tisíc pro velmi hladké, lesklé povrchy.
Nosný materiál může tvořit papír, plátno nebo speciální voděodolný papír pro mokré broušení. Brusné kotouče pro rotační brusky bývají na rubové straně opatřeny povrchem pro uchycení pomocí suchého zipu.
Jako abrazivum se používají různé materiály:
- smirek (oxid hlinitý, druh korundu), odkud také pochází označení smirkový papír (smirek, šmirgl) – pro ruční broušení dřeva, případně kovů
- křemen – křemenový, skelný papír (žlutý)
- granát (hnědočervený) – pro méně účinné broušení dřeva s kvalitnějším výsledným povrchem
- karbid křemíku (šedočerný) – pro broušení – obvykle na mokro – laků a neželezných kovů
- keramické abrazivum – pro intenzivní broušení, zanechává hrubší povrch

Tvar a velikost odpovídá různému použití. Pro ruční broušení se nejčastěji prodává v aršících o rozměrech (v ČR, Evropě) 28 × 23 cm, pro uchycení do ručního držáku nebo vibrační brusky poloviční pás (23 × 14 cm). Pro rotační a excentrické brusky kruhové kotouče uchycené pomocí suchého zipu a případně opatřené otvory pro odsávání prachu pomocí průmyslového vysavače. Pásové brusky využívají „nekonečný“ (kruhový) brusný pás.

## Použití

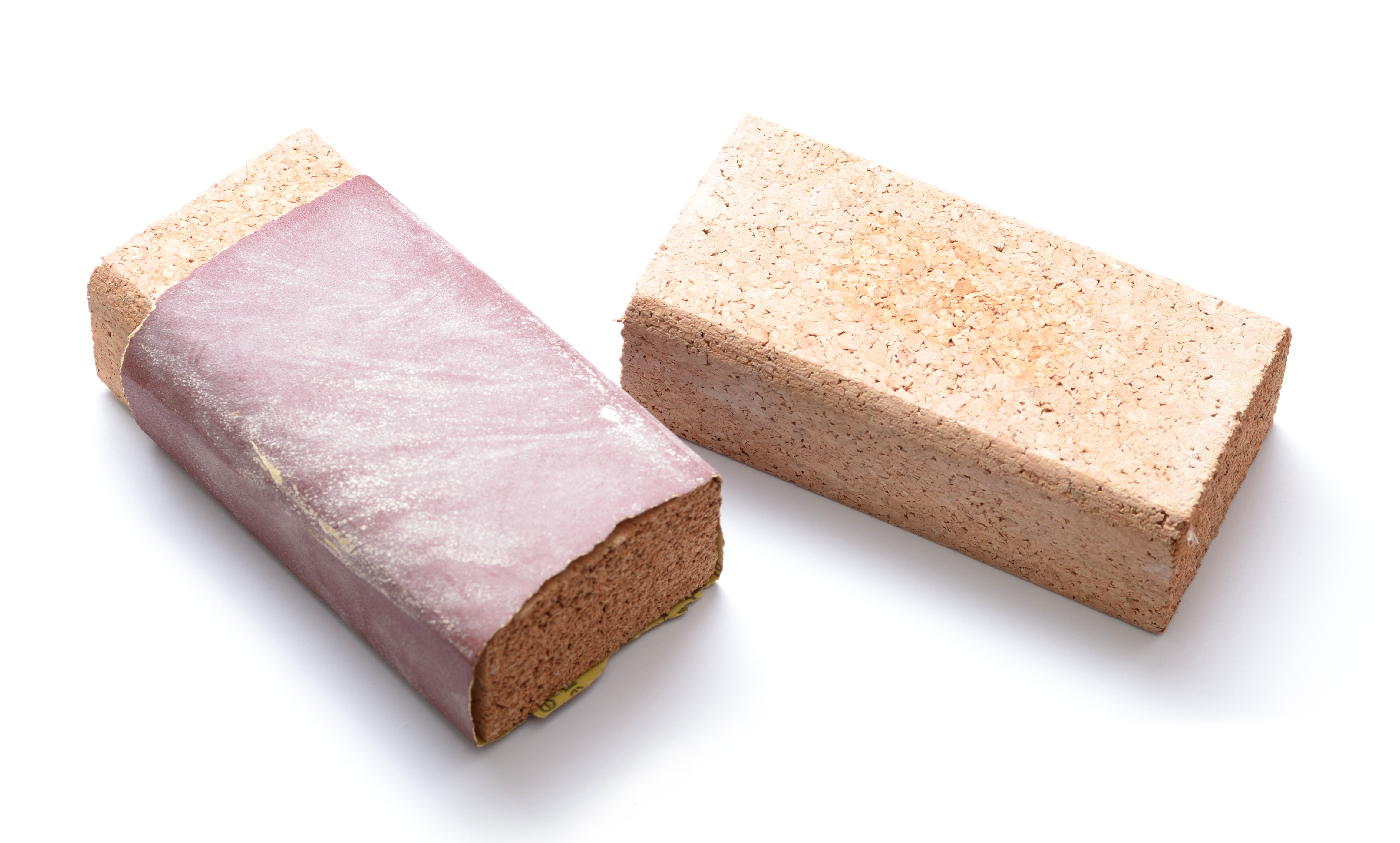
Korkový hranol používaný při ručním broušení

Brusný papír se používá k broušení dřeva, kovu, laků a dalších materiálů. Uplatnění nachází například v truhlářství, parketářství a dalším zpracování dřeva, lakýrnictví a autolakýrnictví. Větší hrubosti se používají k odstraňování degradovaného povrchu nebo vyrovnání nerovností, jemnější brusné papíry k hlazení a přebrušování laku před nanášením další vrstvy, nejjemnější papíry k leštění například povrchu kovů nebo vysoce lesklých laků.